# 26963 Palorapavý
26963 Palorapavý è un asteroide della fascia principale. Scoperto nel 1997, presenta un'orbita caratterizzata da un semiasse maggiore pari a 2,5767096 UA e da un'eccentricità di 0,2058988, inclinata di 6,52513° rispetto all'eclittica.